# Kim Ji-won (diễn viên)
Đây là một tên người Triều Tiên, họ là Kim.
Kim Ji-won (tiếng Hàn: 김지원; sinh ngày 19 tháng 10 năm 1992) là một nữ diễn viên người Hàn Quốc. Cô trở nên nổi tiếng thông qua những vai diễn trong các bộ phim truyền hình Người thừa kế (2013), Hậu duệ mặt trời (2016), Thanh xuân vật vã (2017), Biên niên sử Arthdal (2019), Tình yêu chốn đô thị (2020–2021), Nhật ký tự do của tôi (2022) và Nữ hoàng nước mắt (2024). Sự thành công từ các bộ phim truyền hình của Kim Ji-won trên khắp châu Á đã giúp cô trở thành một ngôi sao được săn đón Hallyu.

## Tiểu sử
Kim Ji-won sinh ngày 19 tháng 10 năm 1992 tại Guro-gu, Seoul, Hàn Quốc. Cô là con út trong gia đình và có một người chị gái lớn hơn cô 2 tuổi. Sau khi tốt nghiệp Trường Trung học Paekahm, cô theo học chuyên ngành sân khấu tại Đại học Dongguk.

## Sự nghiệp

### 2008–2012: Khởi đầu
Kim Ji-won được đào tạo về ca hát và diễn xuất nhưng đã chọn theo đuổi sự nghiệp diễn xuất. Cô từng đảm nhận vai trò hát bè cho nữ ca sĩ Younha cũng như xuất hiện trong video âm nhạc "Gossip Boy" của cô vào năm 2008 với nghệ danh "Jessica K". Cô trở nên nổi tiếng sau khi xuất hiện trong nhiều quảng cáo và được biết đến với cái tên "Cô gái Oran C" và "Cô gái Lollipop". Cô còn được gọi là "Tiểu Kim Tae-hee" vì có ngoại hình giống với nữ diễn viên. Kim Ji-won xuất hiện lần đầu trong bộ phim truyền hình Mrs. Saigon.
Năm 2011, Kim Ji-won lần đầu tiên được chú ý sau khi tham gia bộ phim truyền hình hài kịch Gia đình là số một 3 của MBC vào năm 2011. Sau đó, cô được chọn vào vai chính đầu tiên trên truyền hình trong bộ phim ca nhạc What's Up và bắt đầu sự nghiệp diễn xuất thông qua bộ phim điện ảnh Thiên đường lãng mạn. Kim Ji-won sau đó tham gia bộ phim truyền hình Gửi người xinh tươi của SBS và bộ phim điện ảnh kinh dị Những câu chuyện kinh dị. Cô còn xuất hiện trong video âm nhạc đầu tay "Until the Sun Rises" của Baek Seung-heon cùng với Kim Jae-joong của JYJ.

### 2013–2016: Sự gia tăng mức độ phổ biến và đột phá
Năm 2013, Kim Ji-won vào vai chính trong bộ phim truyền hình đặc biệt Mong đợi tình yêu của KBS, xoay quanh 4 thanh niên có quan điểm khác nhau về tình yêu gặp được nhau. Cùng năm, Kim Ji-won vào vai chính trong bộ phim truyền hình Người thừa kế của SBS, trong đó cô vào vai một nữ thừa kế sang trọng và kiêu kỳ. Sự nổi tiếng của bộ phim đã nâng tầm tên tuổi của Kim Ji-won và mang về cho cô giải Ngôi sao mới xuất sắc nhất tại SBS Drama Awards vào cuối năm.
Năm 2014, cô tham gia bộ phim truyền hình Kẻ sát nhân bí ẩn của tvN, vào vai một học sinh trung học và một họa sĩ vẽ truyện tranh. Cùng năm, cô vào vai phụ trong bộ phim truyền hình đặc biệt The Reason I'm Getting Married của KBS. Tháng 12 năm 2014, Kim Ji-won ký hợp đồng độc quyền với King Kong by Starship.
Năm 2015, Kim Ji-won vào vai chính cùng với So Ji-sub trong bộ phim Một ngày nắng mới. Cùng năm, Kim Ji-won xuất hiện trong bộ phim truyền hình Ẩn danh của tvN với vai bạn gái của Kim Bum.
Năm 2016, Kim Ji-won tham gia bộ phim tình cảm quân sự Hậu duệ mặt trời của KBS2, vào vai một bác sĩ quân y. Bộ phim đã thành công vang dội khắp châu Á và thành công của bộ phim đã giúp Kim Ji-won được công nhận rộng rãi hơn bên ngoài Hàn Quốc. Cuối năm, cô đồng dẫn chương trình KBS Drama Awards với Park Bo-gum và Jun Hyun-moo, nơi cô đoạt giải Xuất sắc nhất. Kim Ji-won cũng đoạt giải Nữ diễn viên phụ xuất sắc nhất tại APAN Star Awards.

### 2017–nay: Vai chính
Năm 2017, Kim Ji-won lần đầu tiên được chọn vào vai chính trong bộ phim truyền hình hài lãng mạn Thanh xuân vật vã của KBS2 cùng với Park Seo-joon. Cô vào vai Choi Ae-ra, một cô gái là nhân viên tiếp tân tại bàn thông tin của một trung tâm thương mại nhưng lại có ước mơ trở thành phát thanh viên. Bộ phim đã thành công vang dội và củng cố vị trí nữ diễn viên chính của Kim Ji-won. Cuối năm, Kim Ji-won một lần nữa đoạt giải Xuất sắc nhất tại KBS Drama Awards.
Năm 2018, cô lần đầu đóng phim cổ trang trong mùa 3 của bộ phim điện ảnh Thám tử K: Ma cà rồng báo thù. Cô vào vai Wol-young, một người phụ nữ bí ẩn bị mất trí nhớ và tham gia cuộc điều tra. Bộ phim được khởi chiếu tại Hàn Quốc vào tháng 2 năm 2018. Tháng 7 năm 2018, Kim Ji-won cùng với bạn diễn Jin Goo trong Hậu duệ mặt trời đã xuất hiện trong bộ phim truyền hình lịch sử Quý ngài ánh dương của biên kịch Kim Eun-sook.
Năm 2019, Kim Ji-won vào vai Tan-ya, người dẫn đầu bộ tộc Wahan và mối tình của Song Joong-ki trong bộ phim giả tưởng lịch sử Biên niên sử Arthdal. Bộ phim là dự án tái hợp của Song Joong-ki và Kim Ji-won, cả hai đều đóng vai chính trong bộ phim truyền hình ăn khách Hậu duệ mặt trời vào năm 2016.
Tháng 2 năm 2020, Kim Ji-won ký hợp đồng với Salt Entertainment. Tháng 9, cô được xác nhận sẽ xuất hiện trong bộ phim Tình yêu chốn đô thị của Kakao TV cùng với Ji Chang-wook, bộ phim xoay quanh câu chuyện tình yêu có thật của những người trẻ tuổi sống quyết liệt với "mặt khác của bản thân" trong một thành phố phức tạp. Mùa đầu tiên của bộ phim được phát sóng vào ngày 22 tháng 12 năm 2020 và có sẵn trên Netflix.
Vào tháng 4 năm 2022, cô đóng vai chính trong bộ phim truyền hình Nhật ký tự do của tôi, trong bộ phim cô đóng vai một nhân viên hướng nội đấu tranh để thoát khỏi cuộc sống trần tục của mình. Ban đầu bộ phim nhận được ratings khá khiêm tốn. Nhưng trong thời gian chiếu, bộ phim dần thu hút được sự chú ý nhờ cách dẫn dắt hấp dẫn và kịch bản dễ hiểu, chính vì vậy xếp hạng của bộ phim cũng tăng đều đặn qua mỗi tập.
Tháng 6 năm 2022, hợp đồng của Kim Ji-won với Salt Entertainment kết thúc và cô quyết định không gia hạn. Vào ngày 29 tháng 9 năm 2022, nữ diễn viên ký hợp đồng với HighZium Studio (trước đây là History D&C).
Ngày 5 tháng 12 năm 2022, Studio Dragon xác nhận Kim Ji-won sẽ tham gia bộ phim truyền hình sắp tới Queen of Tears (tựa đề dự kiến) dự kiến chiếu vào nửa cuối năm 2023 cùng với Kim Soo-hyun. Cô sẽ đóng vai Hong Hae-in, người thừa kế tập đoàn Queens Group.

## Danh sách phim

### Phim điện ảnh
| Năm  | Tên                           | Vai        | Ghi chú                 | Nguồn  |
| ---- | ----------------------------- | ---------- | ----------------------- | ------ |
| 2011 | Thiên đường lãng mạn          | Choi Mi-mi |                         | [ 13 ] |
| 2012 | Những câu chuyện kinh dị      | Kim Ji-won | Phân đoạn: "Beginning"  | [ 16 ] |
| 2013 | Những câu chuyện kinh dị 2    | Sa Tan-hee | Phân đoạn: "The Escape" | [ 55 ] |
| 2018 | Thám tử K: Ma cà rồng báo thù | Wol-young  |                         | [ 40 ] |

### Phim truyền hình
| Năm       | Tên                            | Vai            | Kênh | Ghi chú                                         | Nguồn  |
| --------- | ------------------------------ | -------------- | ---- | ----------------------------------------------- | ------ |
| 2008      | Mrs. Saigon                    | Hye-ryeon      | KNN  |                                                 |        |
| 2011–2012 | Gia đình là số một 3           | Kim Ji-won     | MBC  | 123 tập                                         |        |
| 2011–2012 | What's Up                      | Park Tae-yi    | MBN  | 20 tập                                          |        |
| 2012      | Gửi người xinh tươi            | Seol Han-na    | SBS  | 16 tập                                          |        |
| 2013      | Mong đợi tình yêu              | Choi Sae-rom   | KBS2 | Phim ngắn, 2 tập                                | [ 56 ] |
| 2013      | Người thừa kế                  | Yoo Rachel     | SBS  | 20 tập                                          |        |
| 2014      | The Reason I'm Getting Married | Kim Ji-young   | KBS2 | KBS Drama Special                               | [ 57 ] |
| 2014      | Ký ức kẻ sát nhân              | Ma Ji-wool     | tvN  | 20 tập                                          | [ 58 ] |
| 2015      | Ẩn danh                        | Min Tae-hee    | tvN  | Khách mời đặc biệt, tập 1–2, 9–10               | [ 59 ] |
| 2016      | Hậu duệ mặt trời               | Yoon Myung-joo | KBS2 | Sản xuất trước (ghi hình năm 2015), 16 tập      |        |
| 2017      | Thanh xuân vật vã              | Choi Ae-ra     | KBS2 | 16 tập                                          |        |
| 2018      | Quý ngài ánh dương             | Hui-jin        | tvN  | Khách mời đặc biệt, tập 1                       |        |
| 2019      | Biên niên sử Arthdal           | Tan-ya         | tvN  | Sản xuất trước (ghi hình năm 2018–2019), 18 tập | [ 60 ] |
| 2022      | Nhật ký tự do của tôi          | Yeom Mi-jeong  | JTBC | 16 tập                                          | [ 61 ] |
| 2024      | Nữ hoàng nước mắt              | Hong Hae-in    | tvN  | 16 tập                                          |        |

### Phim truyền hình chiếu mạng
| Năm     | Tên                  | Vai                    | Kênh     | Nguồn  |
| ------- | -------------------- | ---------------------- | -------- | ------ |
| 2014    | Một ngày nắng mới    | Cô gái (Kim Ji-ho)     | Line TV  | [ 26 ] |
| 2020–21 | Tình yêu chốn đô thị | Lee Eun-oh/Yoon Sun-ah | Kakao TV | [ 62 ] |

### Chương trình thực tế
| Năm  | Tên               | Kênh    | Ghi chú                                                               | Nguồn  |
| ---- | ----------------- | ------- | --------------------------------------------------------------------- | ------ |
| 2011 | Night After Night | SBS     | Khách mời, tập 19, 20                                                 | [ 63 ] |
| 2011 | Come to Play      | MBC     | Khách mời, tập 354 với dàn diễn viên Gia đình là số một 3             | [ 64 ] |
| 2012 | Strong Heart      | SBS     | Khách mời, tập 142, 143 với dàn diễn viên Gửi người xinh tươi         | [ 65 ] |
| 2016 | Running Man       | SBS     | Khách mời, tập 297, 298 với Jin Goo, Eunseo (WJSN), David Lee McInnis | [ 66 ] |
| 2016 | Get It Beauty     | OnStyle | Khách mời, tập 16                                                     |        |
| 2018 | Night Golbin      | JTBC    | Khách mời, tập 25, 26                                                 | [ 67 ] |
| 2024 | Amazing Saturday  | tvN     | Khách mời, tập 307 với Kwak Dong-yeon                                 | [ 68 ] |

### Dẫn chương trình
| Năm  | Tên                   | Kênh | Ghi chú                         | Nguồn  |
| ---- | --------------------- | ---- | ------------------------------- | ------ |
| 2016 | 30th KBS Drama Awards | KBS2 | với Park Bo-gum và Jun Hyun-moo | [ 69 ] |

## Danh sách đĩa nhạc

### Đĩa đơn
| Năm  | Tên bài hát                | Album                                      | Ghi chú                        | Nguồn  |
| ---- | -------------------------- | ------------------------------------------ | ------------------------------ | ------ |
| 2010 | "Pick A Star From The Sky" |                                            | Quảng cáo OranC                | [ 70 ] |
| 2011 | "Over The Rainbow"         | High Kick: Revenge of the Short Legged OST |                                |        |
| 2012 | "Might Gonna"              | What's Up OST (phiên bản tiếng Nhật)       | với Jo Jung-suk và Yang Ji-won |        |

### Video âm nhạc
| Năm  | Tên                   | Nghệ sĩ         | Nguồn  |
| ---- | --------------------- | --------------- | ------ |
| 2008 | "Gossip Boy"          | Younha          | [ 71 ] |
| 2010 | "Lollipop Pt. 2"      | Big Bang        |        |
| 2012 | "Until the Sun Rises" | Baek Seung-heon | [ 72 ] |

## Giải thưởng và đề cử
| Năm  | Giải thưởng                             | Hạng mục                                                | Đề cử                 | Kết quả   | Nguồn  |
| ---- | --------------------------------------- | ------------------------------------------------------- | --------------------- | --------- | ------ |
| 2013 | 21st SBS Drama Awards                   | Ngôi sao mới xuất sắc nhất                              | Người thừa kế         | Đoạt giải | [ 22 ] |
| 2014 | 2nd Asia Rainbow TV Awards              | Nữ diễn viên phụ xuất sắc nhất                          | Người thừa kế         | Đề cử     |        |
| 2016 | 5th APAN Star Awards                    | Nữ diễn viên phụ xuất sắc nhất                          | Hậu duệ mặt trời      | Đoạt giải | [ 34 ] |
| 2016 | 5th APAN Star Awards                    | Cặp đôi xuất sắc nhất (với Jin Goo)                     | Hậu duệ mặt trời      | Đề cử     |        |
| 2016 | 1st Asia Artist Awards                  | Người nổi tiếng xuất sắc nhất, Nữ diễn viên             | Hậu duệ mặt trời      | Đoạt giải | [ 73 ] |
| 2016 | 30th KBS Drama Awards                   | Xuất sắc nhất, Nữ diễn viên trong chương trình ngắn tập | Hậu duệ mặt trời      | Đoạt giải | [ 33 ] |
| 2016 | 30th KBS Drama Awards                   | Nữ diễn viên mới xuất sắc nhất                          | Hậu duệ mặt trời      | Đoạt giải | [ 33 ] |
| 2016 | 30th KBS Drama Awards                   | Cặp đôi xuất sắc nhất (với Jin Goo)                     | Hậu duệ mặt trời      | Đoạt giải | [ 33 ] |
| 2016 | Yahoo! Asia Buzz Awards                 | Nghệ sĩ nổi tiếng châu Á                                | —                     | Đề cử     |        |
| 2017 | 1st Elle Style Awards (Hàn Quốc)        | Biểu tượng trẻ                                          | —                     | Đoạt giải | [ 74 ] |
| 2017 | 31st KBS Drama Awards                   | Diễn viên xuất sắc hàng đầu, Nữ diễn viên               | Thanh xuân vật vã     | Đề cử     | [ 39 ] |
| 2017 | 31st KBS Drama Awards                   | Xuất sắc nhất, Nữ diễn viên trong chương trình ngắn tập | Thanh xuân vật vã     | Đoạt giải | [ 39 ] |
| 2017 | 31st KBS Drama Awards                   | Nữ diễn viên được yêu thích nhất do khán giả bình chọn  | Thanh xuân vật vã     | Đoạt giải | [ 39 ] |
| 2017 | 31st KBS Drama Awards                   | Cặp đôi xuất sắc nhất (với Park Seo-joon)               | Thanh xuân vật vã     | Đoạt giải | [ 39 ] |
| 2018 | KBS WORLD Global Fan Awards             | Cặp đôi xuất sắc nhất (với Park Seo-joon)               | Thanh xuân vật vã     | Đoạt giải | [ 75 ] |
| 2019 | 12th Korea Drama Awards                 | Xuất sắc nhất, Nữ diễn viên                             | Biên niên sử Arthdal  | Đề cử     | [ 76 ] |
| 2022 | 8th APAN Star Awards                    | Excellence Award, Actress in a Miniseries               | Nhật ký tự do của tôi | Đề cử     | [ 77 ] |
| 2022 | 8th APAN Star Awards                    | Best Couple Award (với Son Seok-gu)                     | Nhật ký tự do của tôi | Đề cử     | [ 78 ] |
| 2023 | Baeksang Arts Awards                    | Best Actress - Television                               | Nhật ký tự do của tôi | Đề cử     | [ 79 ] |
| 2023 | Global Film & Television Huading Awards | Best Global Teleplay Leading Actress                    | Nhật ký tự do của tôi | Đề cử     | [ 80 ] |